# Grijze spitssnavel
De grijze spitssnavel (Conirostrum cinereum) is een zangvogel uit de familie Thraupidae (tangaren).

## Verspreiding en leefgebied
Deze soort telt 3 ondersoorten:
- C. c. fraseri: het zuidelijke deel van Centraal-Colombia en Ecuador.
- C. c. littorale: van noordwestelijk en noordelijk Peru tot noordelijk Chili.
- C. c. cinereum: van het oostelijke deel van Centraal-Peru tot westelijk en centraal Bolivia.